# Lithurgus listrotus
Lithurgus listrotus là một loài Hymenoptera trong họ Megachilidae. Loài này được Snelling mô tả khoa học năm 1983.